# Rochelia chitralensis
Rochelia chitralensis är en strävbladig växtart som beskrevs av Y. Nasir. Rochelia chitralensis ingår i släktet Rochelia och familjen strävbladiga växter. Inga underarter finns listade i Catalogue of Life.